# Гордеев, Валерий Дмитриевич
Вале́рий Дми́триевич Горде́ев (род. 28 августа 1952, Балаково, Саратовская область) — советский мотогонщик, участник соревнований по спидвею. Неоднократный чемпион СССР по спидвею в личном и командном зачётах, член сборной СССР, мастер спорта международного класса. Младший брат другого известного гонщика Владимира Гордеева. Главный тренер  СК «Турбина».

## Биография
Родился 28 августа 1952 г. в Балаково. Окончил среднюю школу № 41. В клуб «Турбина» его привел старший брат Владимир в 1969 г. В первые годы спортивной карьеры увлекался не только спидвеем, но и мотокроссом, причем регулярно завоевывал первые места. В 1971 году он впервые стал чемпионом в личном первенстве: России (среди взрослых) и СССР (среди юниоров). В 1972 году завоевал серебро в российском юниорском чемпионате. В 1972 году в составе клуба «Турбина» вышел в Высшую лигу (класс «А»), впервые был включен в сборную СССР и в её составе стал вице-чемпионом мира.

## Карьера
Выступал за балаковскую Турбину.

## Достижения
- Серебряный призёр командного чемпионата мира по спидвею (1972, 1975)
- Победитель «Золотого шлема» Австрии
- Чемпион СССР по спидвею в личном зачёте (1975, 1977, 1984, 1986, 1987)
- Чемпион СССР по спидвею в командном зачёте (1973, 1974, 1975, 1976, 1977, 1978, 1984, 1989)
- Чемпион СССР по спидвею среди юниоров (1971)
- Серебряный призёр чемпионата СССР по спидвею (1973, 1974, 1983, 1985)
- Серебряный призёр командного чемпионата СССР по спидвею (1972, 1985, 1987)
- Серебряный призёр чемпионата СССР среди юниоров (1972)
- Бронзовый призёр командного чемпионата СССР по спидвею (1979, 1980, 1981)
- Бронзовый призёр чемпионата СССР по спидвею (1979, 1982)
- Чемпион Спартакиады народов СССР в составе сборной РСФСР (1975, 1979, 1983, 1986)
- Чемпион Спартакиады народов РСФСР в составе сборной Саратовской области (1975, 1986)
- Чемпион РСФСР по спидвею (1971, 1977)
- Серебряный призёр чемпионата РСФСР по спидвею (1986)
- Бронзовый призёр чемпионата РСФСР по спидвею (1975, 1983, 1987, 1989)

Четыре раза Валерий Гордеев выходил в финал личного чемпионата мира по спидвею:
- 1972 — 16-е место
- 1973 — 8-е место
- 1975 — 13-е место
- 1976 — 16-е место

## Тренерская карьера
С момента возрождения спидвея в Балаково занимал пост главного тренера СТМК «Турбина» — с 2003 по 2007 год. Руководитель отделения спидвея при спортивно-технической школе РОСТО. В 2004 и 2005 году воспитанники Гордеева стали чемпионами России как в личном, так и в командном зачете. В 2006 оставил пост тренера спидвейного отделения школы РОСТО.
В конце августа 2014 года был приглашен на пост главного тренера МАОУДОД "Турбина"